# スリランカ・スーパーリーグ
スリランカ・スーパーリーグ（Sri Lanka Super League）は、スリランカのプロサッカーリーグ。同国の最上位リーグとなる。

## 概要
スリランカ初のプロサッカーリーグである。2018年にスリランカサッカー連盟のJaswar Umar総書記（当時）がFIFAの助言と支援を受けて起案した。当初は2020年4月に開催される予定であったがCOVID-19パンデミックのために延期され、2021年4月19日に最初のシーズンが開幕した。
初年度となる2021年シーズンはスリランカサッカー連盟によるクラブライセンス基準に合致した10クラブによって6ヶ月にわたって競われる。全ての試合がスガサダシュ・スタジアムで開催される。リーグの試合はFootball Sri Lanka TVでネット配信される他、TV1でも地上波放送される。
また、参加クラブの全てに賞金が授与される。賞金金額は優勝クラブが500万ルピー、2位のクラブが350万ルピーとなる。3位は275万ルピーとなり、以下順位が1つ下がる毎に25万ルピーずつ減額されていき、最下位のクラブは100万ルピーとなる。
スリランカの既存のリーグとの間での昇降格は行われない。

## 参加クラブ
- ディフェンダーズFC（英語版）
- ネイビー・シー・ホークスFC
- ブルー・イーグルス（英語版）
- コロンボFC（英語版）
- レナウンFC（英語版）
- ラトナムSC
- レッドスターSC
- ブルースターFC（英語版）
- アップ・カントリー・ライオンズSC（英語版）
- ニュー・ヤングスSC（英語版）